# Långtjärnen (Lycksele socken, Lappland, 720376-164848)
Långtjärnen är en sjö i Lycksele kommun i Lappland och ingår i Umeälvens huvudavrinningsområde. Sjön har en area på 0,0896 kvadratkilometer och ligger 278,7 meter över havet.

## Delavrinningsområde
Långtjärnen ingår i det delavrinningsområde (720292-164950) som SMHI kallar för Utloppet av 720187-165034. Medelhöjden är 299 meter över havet och ytan är 14,48 kvadratkilometer. Det finns inga avrinningsområden uppströms utan avrinningsområdet är högsta punkten. Nackbäcken som avvattnar avrinningsområdet har biflödesordning 3, vilket innebär att vattnet flödar genom totalt 3 vattendrag innan det når havet efter 189 kilometer. Avrinningsområdet består mestadels av skog (83 procent). Avrinningsområdet har 1,36 kvadratkilometer vattenytor vilket ger det en sjöprocent på 9,4 procent.